# 鶴々亭
鶴々亭（かくかくてい）は、愛知県名古屋市昭和区鶴舞の鶴舞公園内にある茶席である。百華庵（ひゃっかあん）と名づけられた茶室が併設されている。

## 概要
1928年（昭和3年）に開催された御大典奉祝名古屋博覧会において、名古屋材木商工組合が参考館として茶席として出品したもので、博覧会の会期中は一般来場者に公開するほか、来賓の休憩所としても利用された。博覧会終了後の1929年（昭和4年）2月9日付で名古屋材木商工組合（組合長 鈴木摠兵衛）より名古屋市へ寄付された。2014年12月25日、名古屋市によって認定地域建造物資産の第60号に認定された。

## 所在地
- 愛知県名古屋市昭和区鶴舞一丁目1番（鶴舞公園内）
- 鶴舞公園の噴水塔と鶴舞中央図書館の間に位置している。
- 最寄駅：JR東海・名古屋市営地下鉄 鶴舞駅

## データ
- 建築年：1928年（昭和3年）
- 高さ：20尺2寸3分5厘[1]
- 軒高：14尺8寸[1]
- 建坪：28坪01勺[1]
- 総建築費：1万1378円21銭[1]
- 木曽山御領林の檜材[1]
- 正面玄関、車寄、座敷、水屋、炊事場、便所、縁側、土間、廊下[1]

## 利用案内
鶴舞公園の指定管理者である公益財団法人名古屋市緑化センターで貸し出しを受け付けている（有料、百華庵と一体で貸出）

## 百華庵

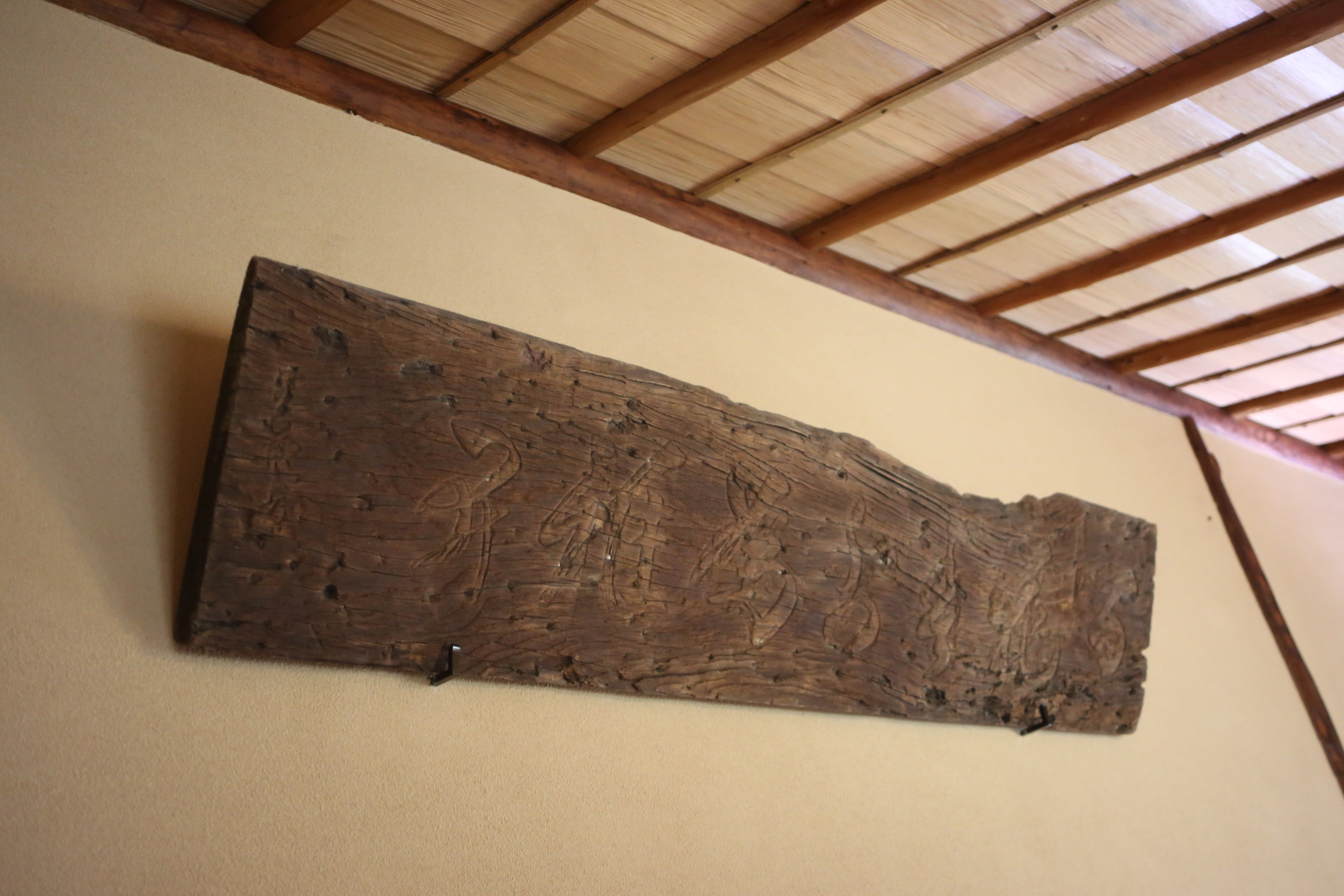
「百花春到為誰開」の扁額（2017年6月）

百華庵（ひゃっかあん）は、鶴々亭に併設された茶室である。

### 概要
明治時代、もしくは大正時代末に建てられた茶室で、もとは昭和区内の民家にあったものが所有者から名古屋市へ寄付され、鶴々亭の横に付属茶室として移築されたもの。2000年からは鶴々亭とともに供されている。内部には「百花春到為誰開（ひゃっかはるいたるたがためにひらく）」と書かれた扁額がある。2014年12月25日に、認定地域建造物資産の第61号に認定された。

### データ
- 構造：木造平屋、瓦葺、庇は銅板葺き
- 床面積：約29平方メートル
- 間取り：6畳の茶室、六畳半の水屋